# François Bovesse
François Bovesse (Namur, 10 de juny de 1890 - Namur, 1 de febrer de 1944) fou un polític belga, militant való.
Incitat al Partit liberal als 18 anys, pren sensibilitat vers la identitat valona en el moment de la fundació per Jules Destrée, a Namur, de la secció local dels Amics de l'Art való el 1911. Mentre estudia dret a la Université de Liège, crea el diari "Sambre et Meuse" el 1912 del qual la divisa és «Per a l'art i Valònia». En principi cultural, el diari es fa polític i milita a favor de la causa valona, en el moment en què Bovesse s'adhereix a la Lliga valona del Districte de Namur i és anomenat secretari de la Jove Guàrdia de Valònia.
Quan esclata la Primera Guerra Mundial, combat a Lieja, a Anvers i a l'IJzer. Ferit, és dut a l'Auditorat militar de Calais fins al 1914. Al final de la guerra, s'inscriu com a advocat a Namur.
Membre de la Lliga valona de Namur, delegat a l'Assemblea valona fins al 1927 i membre del Comitè de la Unió nacional valona, és a l'origen de l'organització de les festes de Valònia a Namur, i de la creació del Comitè de les Festes de Valònia el 1923. Aquesta festa és l'ocasió per a ell de reclamar la igualtat del dret entre Valons i Flamencs i de denunciar els desitjos flamencs. Com Destrée, percep, en l'aprovació de les lleis lingüístiques de postguerra, el risc de flamandisation de Valònia. Els combat en nom de l'homogeneïtat lingüística i cultural de les dues regions.
Les seves participacions ministerials fan d'ell l'home de Valònia al govern. Hi defensa les posicions del Moviment való: manteniment de l'acord militar franc-belga, rebuig a la llei d'amnistia i combat contra el partit feixista Rex. Governador de la Província de Namur el 1937, es pronuncia, en una carta a Paul-Emile Janson, a favor de la descentralització administrativa que té com a base les províncies. Dimitit de les seves funcions per l'ocupant, François Bovesse reprèn la seva professió d'advocat. No defèn sense cap concessió ni l'ocupant ni els col·laboracionistes. Aquests no el li perdonaran. L'1 de febrer de 1944, és assassinat per rexistes.